# Miloš Glonek
Miloš Glonek (* 26. September 1968 in Zlaté Moravce, Tschechoslowakei, heute Slowakei) ist ein ehemaliger slowakischer Fußballspieler.

## Vereinskarriere
Das Fußballspielen begann Glonek bei einem Klub in seiner Heimatstadt, doch im Alter von sechzehn Jahren wechselte er zu Spartak Trnava. 1986 gewann er mit dem Tschechoslowakischen Pokal seinen ersten Titel. Im selben Jahr wechselte er zu Slovan Bratislava und damit zu einem der bedeutendsten Klubs des Landes. Dennoch gelang der Mannschaft zunächst kein Titelgewinn, sondern lediglich der Einzug ins Pokalfinale 1989, das verloren ging. 1992, und damit im Jahr vor der Auflösung der Tschechoslowakei, gelang doch noch der Gewinn des Meistertitels. Im selben Jahr nutzte Glonek die nun offenen Grenzen in Europa und wechselte nach Italien zur AC Ancona, wo er, wie zuvor in Bratislava, als Stammspieler gesetzt war. 1993 stieg er mit der Mannschaft aus der Serie A ab. Im darauffolgenden Jahr gelang hingegen der Einzug ins Pokalfinale, wo man jedoch mit 1:6 Sampdoria Genua unterlag. Im selben Jahr wechselte Glonek zum französischen Klub SM Caen, mit dem er 1995 ebenfalls aus der ersten Liga absteigen musste. Es gelang der direkte Wiederaufstieg, dem 1997 der direkte Wiederabstieg folgte. Glonek ging im selben Jahr zurück in sein Heimatland und unterschrieb bei seinem Ex-Verein Slovan Bratislava. 1998 kehrte er nach Caen zurück, wo er noch drei Jahre lang in der zweiten Liga spielte. Dort beendete er 2001 seine Karriere, weil er sich der unter anderem aus Franck Dumas bestehenden Konkurrenz nicht mehr gewachsen sah.

## Nationalmannschaft
Glonek begann seine Karriere für die Nationalmannschaft der Tschechoslowakei, als er am 13. November 1991 bei einer 1:2-Niederlage gegen Spanien zum Einsatz kam. Sein dreizehntes und letztes Spiel für die am 1. Januar 1993 politisch aufgelöste Tschechoslowakei spielte er am 2. Juni 1993 beim 5:2 gegen Rumänien. Danach absolvierte er zwischen 1994 und 1996 weitere zwölf Spiele für die Slowakei. Ihm gelang für beide Auswahlen kein Treffer.